# 卡梅伦·麦克沃伊
卡梅伦·麦克沃伊（英語：Cameron McEvoy，1994年5月13日—）是一名澳洲游泳运动员，曾参加2012年伦敦奥运会、2013年世界游泳锦标赛和2014年英联邦运动会。获得2013年世锦赛4×100米混合泳接力铜牌，2015年世界游泳锦标赛100米自由泳、4×100米混合泳接力赛两枚银牌和4×200米自由泳接力铜牌，以及里约奥运会4×100米自由泳接力铜牌、4×100米混合泳接力铜牌。他在巴黎奧運50公尺自由式奪得金牌，也是首位在該項目上奪得金牌的澳洲男子選手。

## 生涯最佳成績
| 项目          | 時間    | 紀錄   | 赛事                         |
| 長池          |         |        |                              |
| 50公尺自由式  | 21.06   | CR、OC | 2023年世界游泳錦標賽         |
| 100公尺自由式 | 47.04   | CR、OC | 2016年澳洲游泳錦標賽         |
| 200公尺自由式 | 1:45.46 |        | 2014年澳洲游泳錦標賽         |
| 短池          |         |        |                              |
| 50公尺自由式  | 20.75   |        | 2015年澳大利亞短池游泳錦標賽 |
| 100公尺自由式 | 46.19   |        | 2016年澳大利亞短池游泳錦標賽 |
| 200公尺自由式 | 1:40.80 |        | 2015年澳大利亞短池游泳錦標賽 |